# Критика на марксизма
Критиката на марксизма идва от разнообразни политически идеологии и включва етична, икономическа и емпирична критика.

## Обща критика
Според проф. Лешек Колаковски законите на диалектиката, които са в самата основа на марксизма, са напълно погрешни: някои са „всеизвестни истини, които нямат специфично марксистко съдържание“, други са „философски догми, които не могат да бъдат доказани с научни средства“, а трети са просто „безсмислици“; някои от марксистките „закони“ са неясни и могат да се тълкуват по различни начини, но и тези интерпретации обикновено попадат в някоя от посочените категории грешки.

През 1985 г. икономистът Томас Соуел пише:
Постижението на Маркс е, че разработва толкова всеобхватна, драматична и завладяваща концепция, че тя успява да издържи безбройните емпирични противоречия, логическите опровержения и моралното възмущение от нейните последствия. Марксистката визия взема сложността на реалния свят и кара отделните части да си дойдат на местата по начин, който е така интелектуално вълнуващ и създаващ чувство за морално превъзходство, че противниците ѝ могат просто да бъдат дамгосани и отхвърлени като морално разложени или слепи реакционери. Марксизмът беше и си остава мощен инструмент за придобиване и удържане на политическа власт.
Демократичните социалисти и социалдемократите отхвърлят идеята, че социализмът може да се осъществи само чрез класова борба и пролетарска революция. Много анархисти отричат необходимостта от преходно състояние преди крайната победа на комунистическото общество. Някои мислители отричат фундаментални положения на марксистката теория като историческия материализъм и трудовата теория на стойността, макар че критикуват капитализма и проповядват социализма, но с помощта на други аргументи.
Някои съвременни поддръжници на марксизма твърдят, че голяма част от аспектите на марксистката теория са приложими, но скелетът ѝ е непълен или остарял, в частност определени страни на икономическата, политическа и социална теория. Поради това те комбинират някои марксистки възгледи с идеите на другите теоретици като Макс Вебер: един пример е Франкфуртската школа.
Същевременно се изказват съмнения, че размерът на печалбата при капитализма клони към намаляване, както прогнозира Маркс. През 1961 г. Нобуо Окишио разработва теорема (теоремата на Окишио), според която ако капиталистите търсят начини за редуциране на разходите и реалната заплата не се повишава, размерът на печалбата трябва да се увеличава.
Противоречивите твърдения са отличителна особеност на марксистката икономика и дебата около нея от 1970-те години насам.  Андрю Климан заявява, че тъй като вътрешно противоречиви теории не биха могли да бъдат верни, това подкопава както извършената от Маркс критика на политическата икономия, така и съвременните марксистки изследвания, а също така и опитите за корекция на несъответствията в марксизма.